# سيارات ألباين

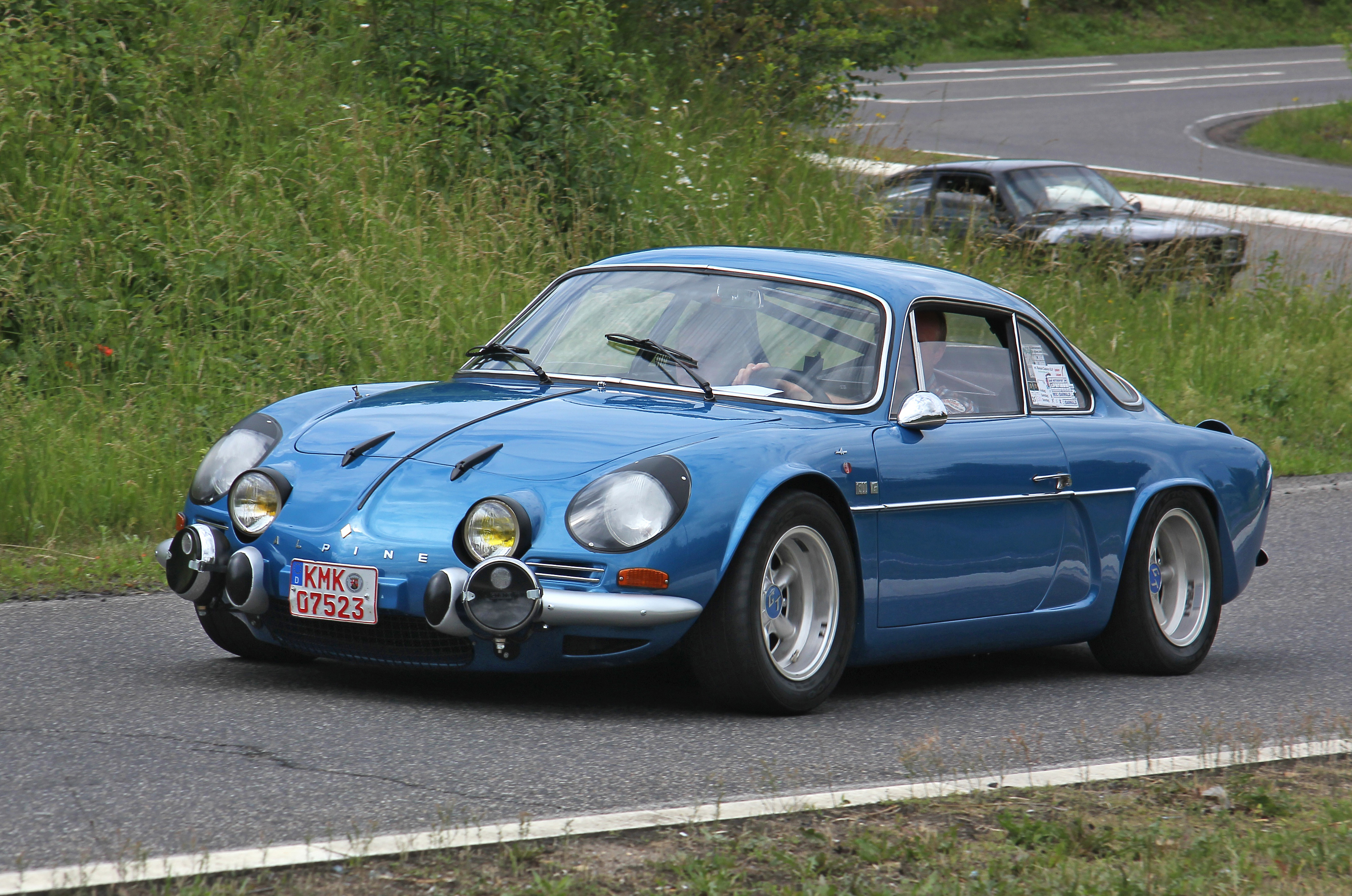
ألباين A110 برلينيت 1300G.

شركة سيارات ألباين هي شركة فرنسية لتصنيع سيارات السباق والرياضة تأسست عام 1955. تم إنشاء علامة سيارات ألباين في عام 1954.
كان جان ريديلي، مؤسس سيارات ألباين في الأصل مالكًا لمرآب Dieppe الذي بدأ في تحقيق النجاح في رياضة السيارات من خلال واحدة من السيارات الفرنسية القليلة التي تم إنتاجها بعد الحرب العالمية الثانية، رينو 4 سي في. ارتبطت الشركة ارتباطًا وثيقًا بشركة رينو عبر تاريخها، وتم شراؤها من قبلها في عام 1973.
اندمج قسم المنافسة في ألباين مع رينو سبورت في عام 1976 وتوقف إنتاج طرازات ألباين ذات الشارات في عام 1995. أعيد إطلاق علامة ألباين مع تقديم ألباين A110 (2017) الجديدة في عام 2017. في يناير 2021، كجزء من تجديد الشركة، أعلنت رينو عن إعادة دمج رينو سبورت مع ألباين لتشكيل وحدة أعمال ألباين.

## تاريخ

### الأيام الأولى

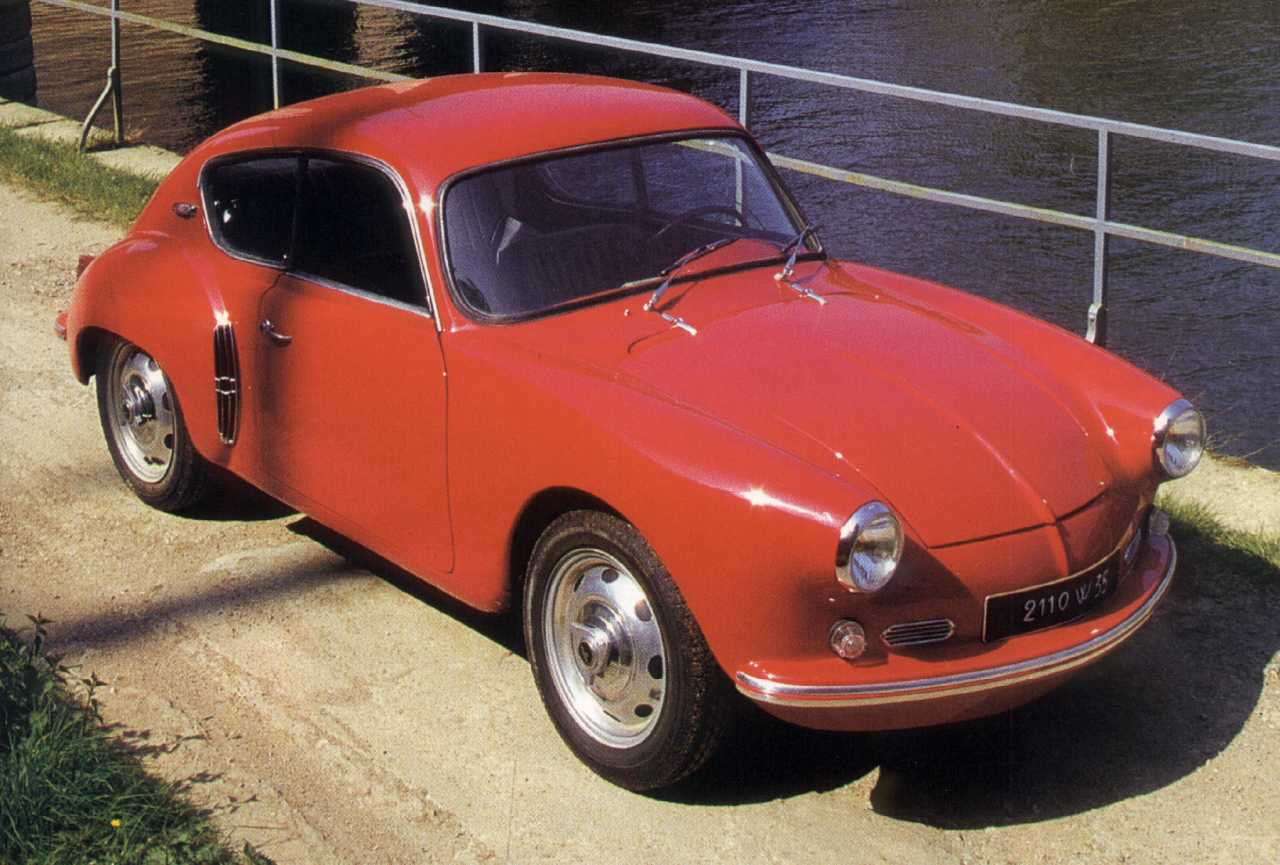
مركبة كوتش ألباين A106 ميل ميليا 1955 (أول سيارة ألباين)

باستخدام رينو 4 سي في، اكتسب جان ريديلي انتصارات في فئة في عدد من المناسبات الكبرى، بما في ذلك ميل ميليا و Coupe des Alpes . نظرًا لتجربته مع 4CV الصغيرة، قام بدمج العديد من التعديلات، بما في ذلك على سبيل المثال، علب تروس خاصة بخمس سرعات لتحل محل وحدة السرعات الثلاث الأصلية. لتوفير سيارة أخف وزنًا، قام ببناء عدد من الإصدارات الخاصة بهيكل من الألومنيوم خفيف الوزن: قاد هذه الإصدارات في لومان وسيبرينغ مع بعض النجاح في أوائل الخمسينيات من القرن الماضي.
بتشجيع من تطوير هذه السيارات وما يترتب على ذلك من طلب العملاء، أنشأ علامة جبال الألب في عام 1954. سميت «ألباين» وهي تعني جبال الألب بعد نجاحاته في كأس جبال الألب. لم يكن يدرك أنه في إنجلترا العام الماضي، قدم Sunbeam سيارة كوبيه رياضية مشتقة من Sunbeam Talbot وأطلق عليها اسم «ألباين سنبيم». كانت مشكلة التسمية هذه تسبب مشاكل لألباين طوال تاريخها.

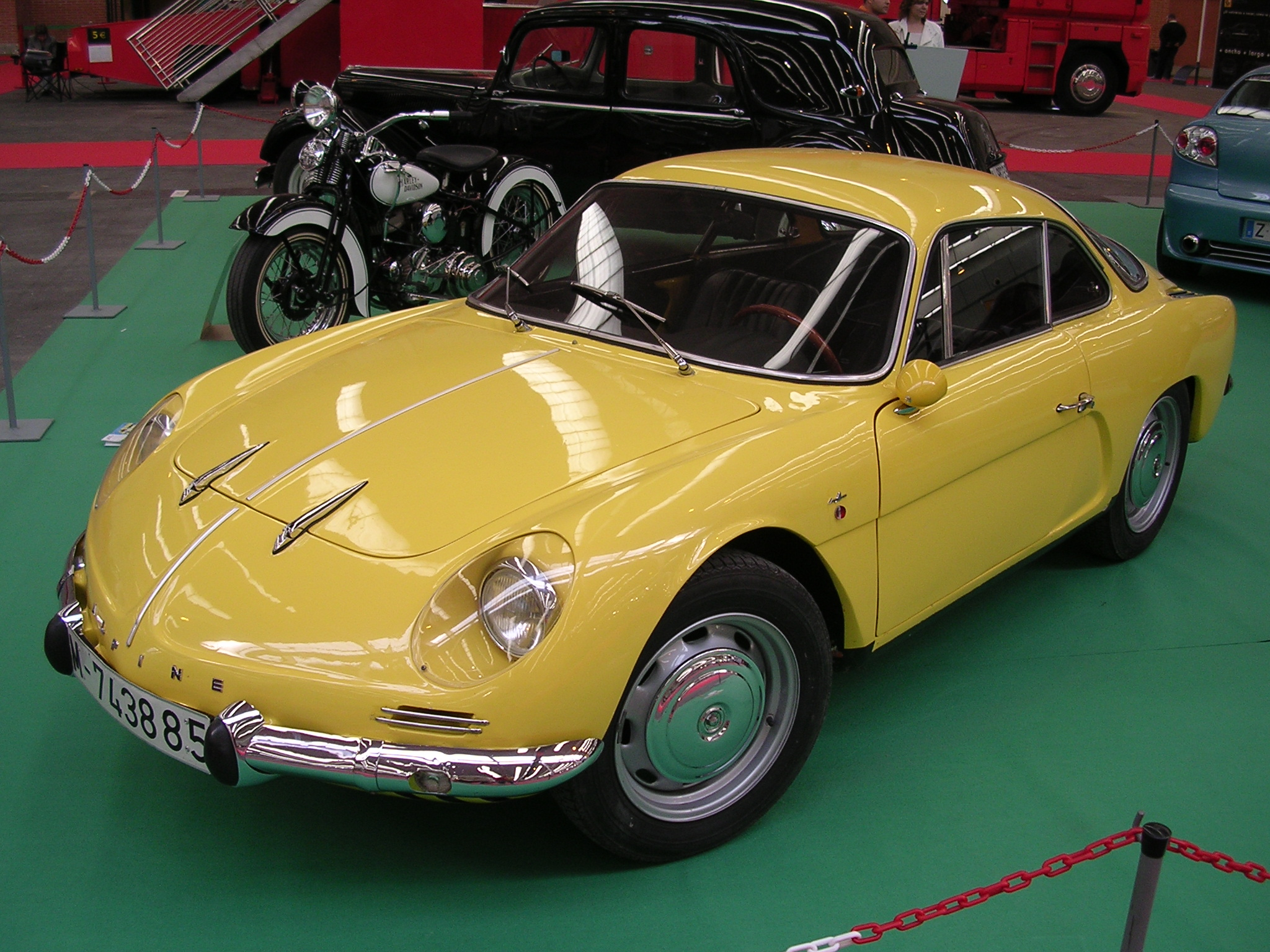
ألباين A110 Berlinette (1962–1977)

### الستينيات

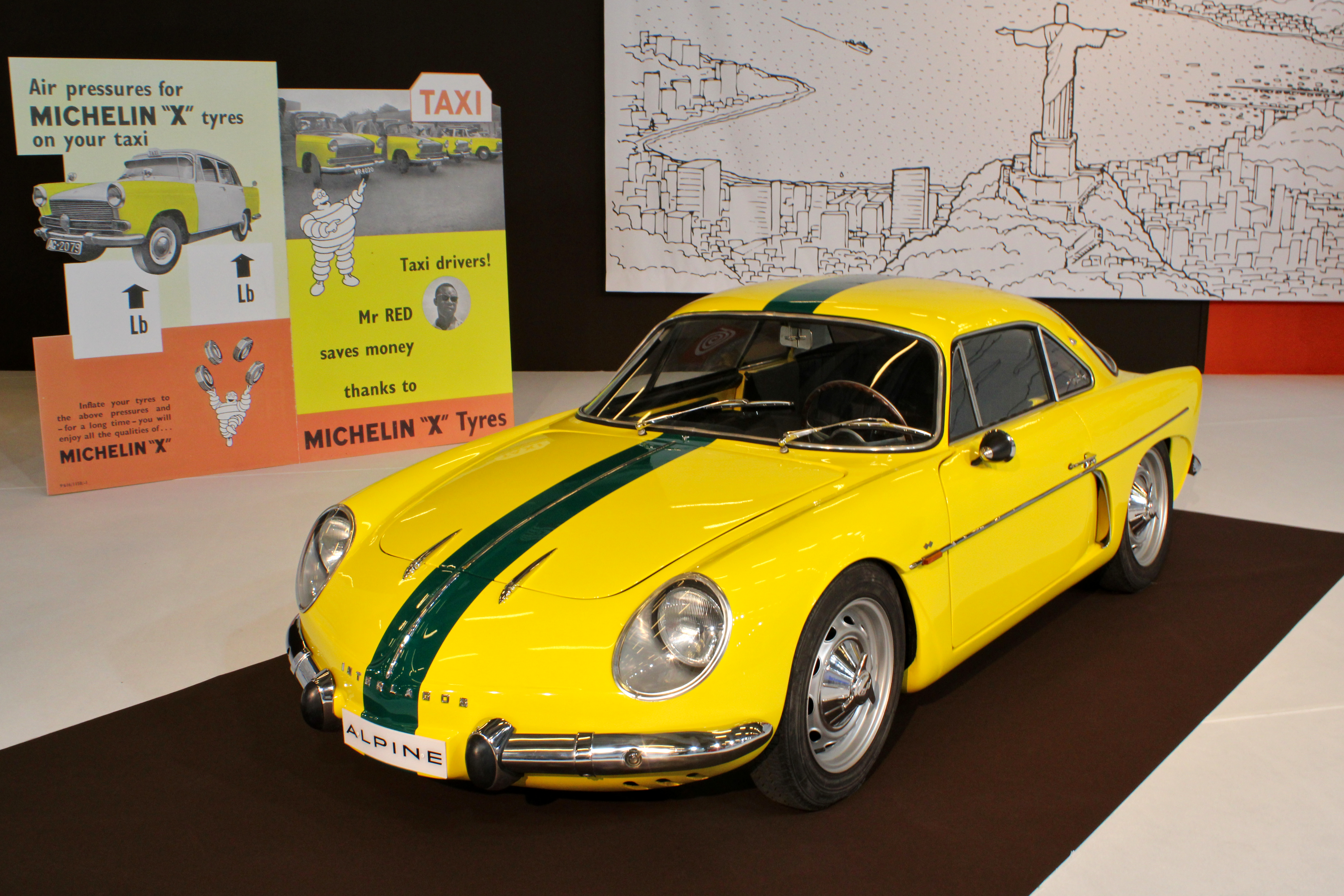
ويليز إنترلاغوس برلينيتا البرازيلي A108

في عام 1962، بدأ إنتاج A108 في البرازيل أيضًا بواسطة Willys-Overland. كان Willys Interlagos (برلينتا، كوبيه والقابل للتحويل).
حتى الآن، بدأت ميكانيكا السيارة في إظهار عمرها في أوروبا. كانت شركة ألباين تعمل بالفعل عن كثب مع رينو وعندما تم تقديم سيارة رينو R8 الصالون في عام 1962، أعادت شركة ألباين تطوير هيكلها وأدخلت عددًا من التغييرات الطفيفة على الهيكل للسماح باستخدام ميكانيكا R8.

### السبعينيات
في عام 1971، احتلت شركة ألباين المركز الأول والثاني والرابع في رالي مونتي كارلو، باستخدام سيارات بمحركات مشتقة من رينو 16 . في عام 1973، احتل الطراز A110 1800 الأحدث المركز الأول والثاني والثالث والخامس  واستمر في الفوز ببطولة العالم للراليات على الفور بفوزه على بورش ولانسيا وفورد. خلال هذا الوقت، زاد إنتاج ألباين A110 وتم إبرام صفقات تصنيع لـ A110s و A108s مع مصانع في عدد من البلدان الأخرى بما في ذلك إسبانيا والمكسيك والبرازيل وبلغاريا.
مع عام 1973، جاءت أزمة البنزين العالمية، والتي كان لها آثار عميقة على العديد من مصنعي السيارات المتخصصين في جميع أنحاء العالم. من إجمالي إنتاج جبال الألب 1421 في عام 1972، انخفض عدد السيارات المباعة إلى 957 في عام 1974 وتم إنقاذ الشركة من خلال استحواذ رينو. تفاقمت مشاكل جبال الألب بسبب حاجتهم إلى تطوير بديل لطراز A110 وإطلاق السيارة فقط عندما قفزت أسعار البنزين الأوروبية عبر السقف.

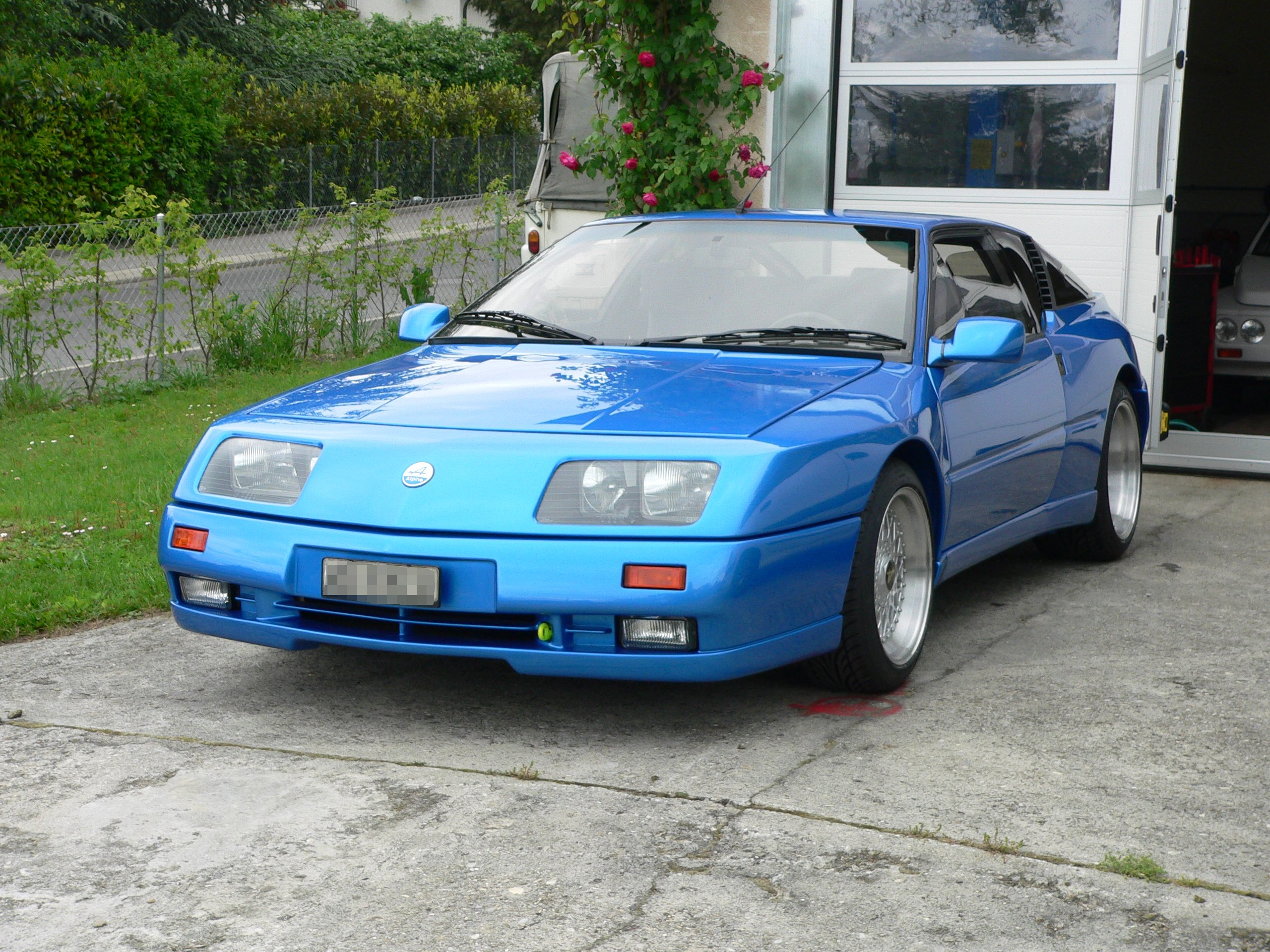
ألبين V6 توربو لومان 1990

### الثمانينيات
واصلت رينو ألباين تطوير مجموعة موديلاتها طوال الثمانينيات. كان A310 التفسير الحديث التالي لـ A110. كانت ألباين A310 سيارة رياضية بمحرك مثبت في الخلف وتم تشغيلها في البداية بواسطة محرك رباعي الأسطوانات سعة 1.6 لتر من Renault 17 TS / Gordini. في عام 1976، قام روبرت أوبرون بإعادة تصميم طائرة A310 وتم تزويدها بمحرك V6 PRV الأكثر قوة والذي تم تطويره حديثًا. تم تعديل المحرك سعة 2.6 لتر بواسطة ألباين باستخدام علبة تروس يدوية بأربع سرعات. في وقت لاحق، كانوا يستخدمون علبة تروس يدوية من خمس سرعات ومع طراز المجموعة 4، يحصلون على نغمة أعلى بسعة تكعيبية أكبر و 3 مكربن من Weber مزدوج الأسطوانات.

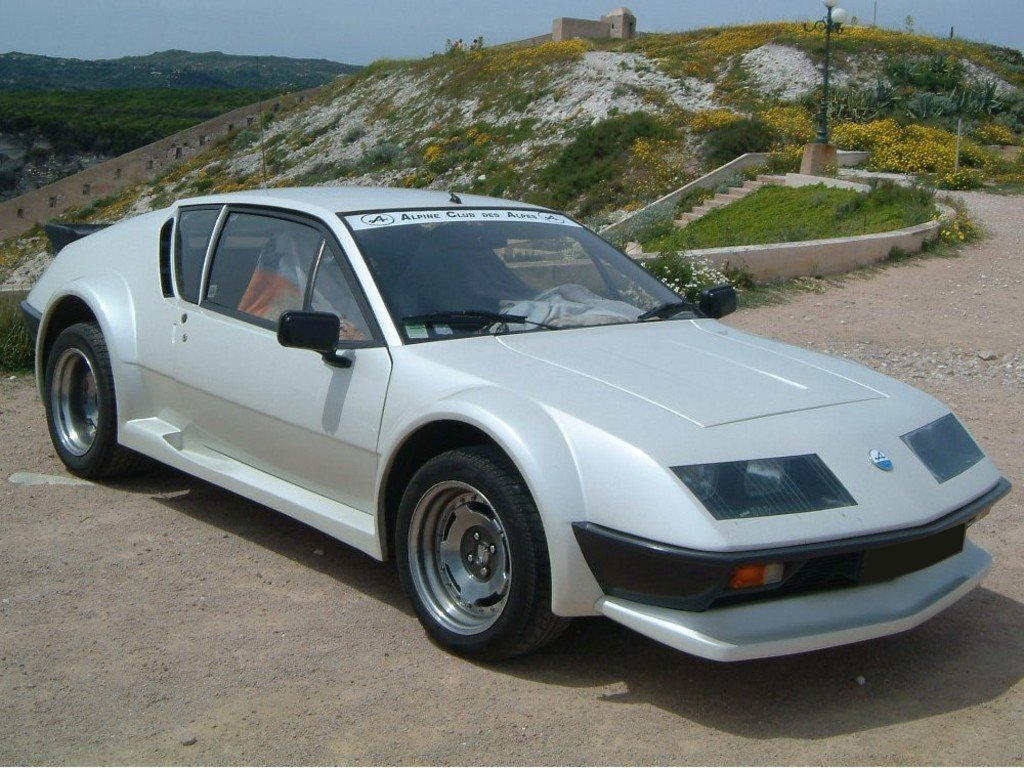
حزمة ألباين A310 V6 GT (1983-1984)

### التسعينيات

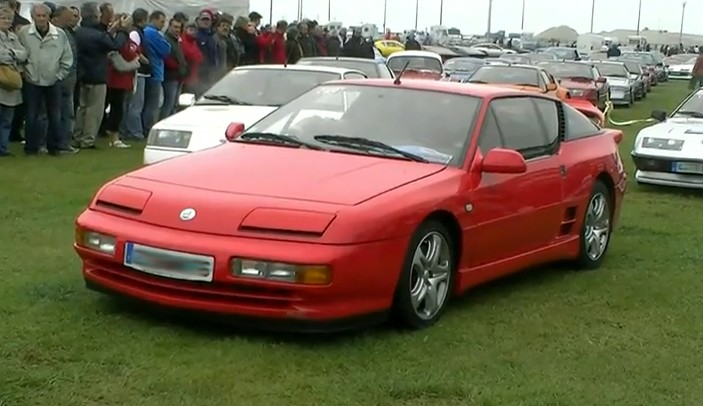
رينو ألبين A610 توربو

شهد عام 1990 إطلاق الإصدار الخاص ذو الجسم العريض GTA Le Mans . بخلاف ذلك، كان المحرك مطابقًا ميكانيكيًا لمحرك V6 Turbo ، فقد تم تزويده بمحول حفاز وتم تقليل الطاقة إلى 185 كبح حصاني (138 كـو) . كان هذا الطراز متاحًا في المملكة المتحدة وحملت إصدارات RHD لوحة مرقمة على لوحة القيادة. يعد Le Mans أكثر مشتقات GTA قيمة وقيمة، حيث تم صنع 325 فقط (299 LHD و 26 RHD). كانت هذه متوفرة لدى وكلاء رينو في المملكة المتحدة، وأصبحت مطبعة السيارات في البلاد تتأخر في التعرف على سلسلة GTA باعتبارها «السيارة الخارقة الرائعة التي لم يتم تسميتها في الثمانينيات».

### القرن الحادي والعشرون: إعادة إطلاق علامة جبال الألب

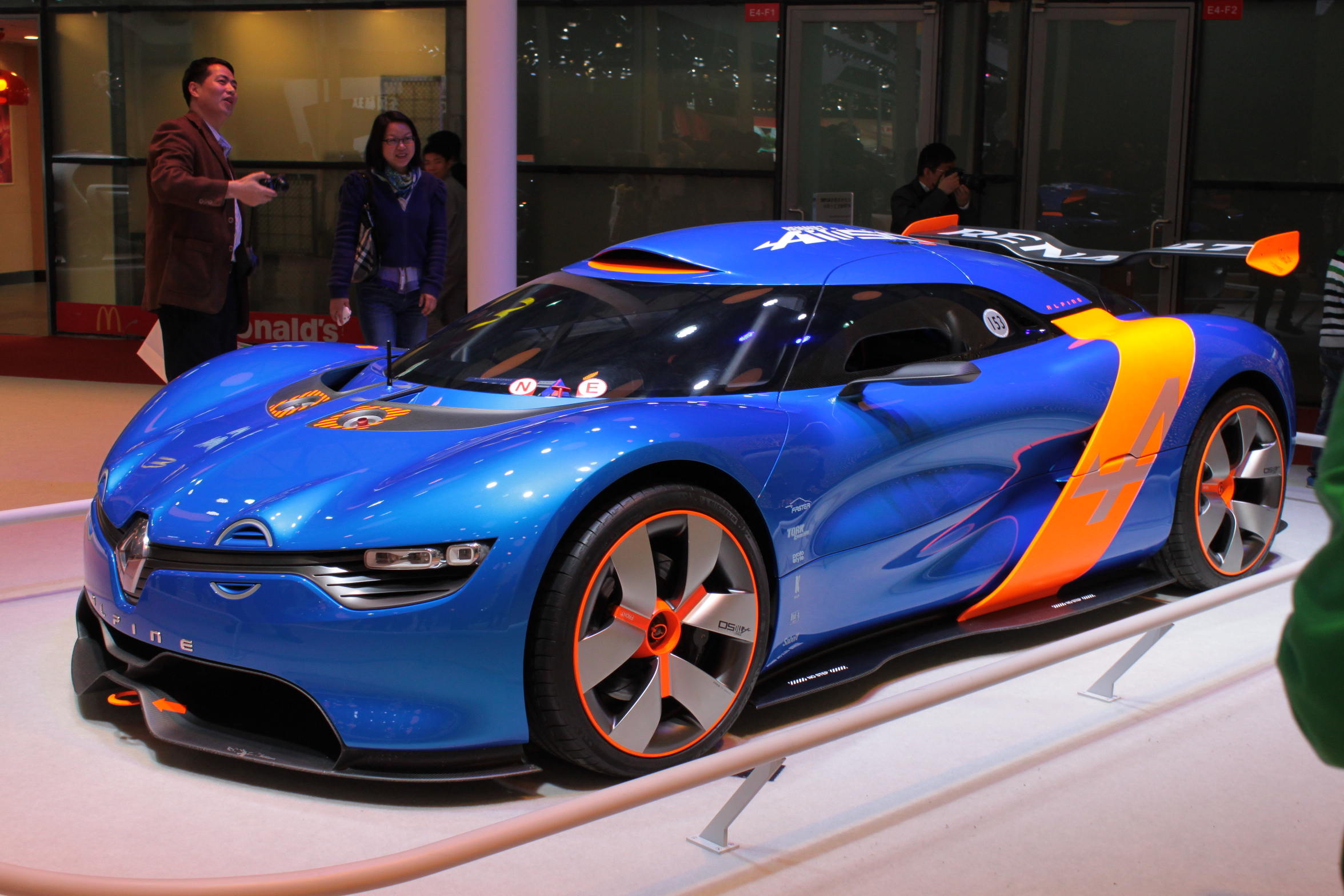
رينو ألباين A110-50 في معرض شنغهاي للسيارات 2013

في أكتوبر 2007، أفيد أن رئيس التسويق في رينو باتريك بلين قد كشف عن وجود خطط للعديد من السيارات الرياضية في تشكيلة رينو المستقبلية، لكنه شدد على أن النموذج الأول لن يصل إلا بعد عام 2010. أكد Blain أنه من غير المرجح أن تختار رينو اسمًا جديدًا لسيارتها الرياضية المستقبلية وربما تذهب مع Alpine لتصنيفها. وصفها Blain بأنها «سيارة رياضية جذرية» وليست مجرد نسخة رياضية من طراز عادي.
كان من المقرر أن تحتوي السيارة الرياضية الجديدة من طراز ألباين على نسخة من منصة Premium Midship التابعة لـ Nissan GT-R. 

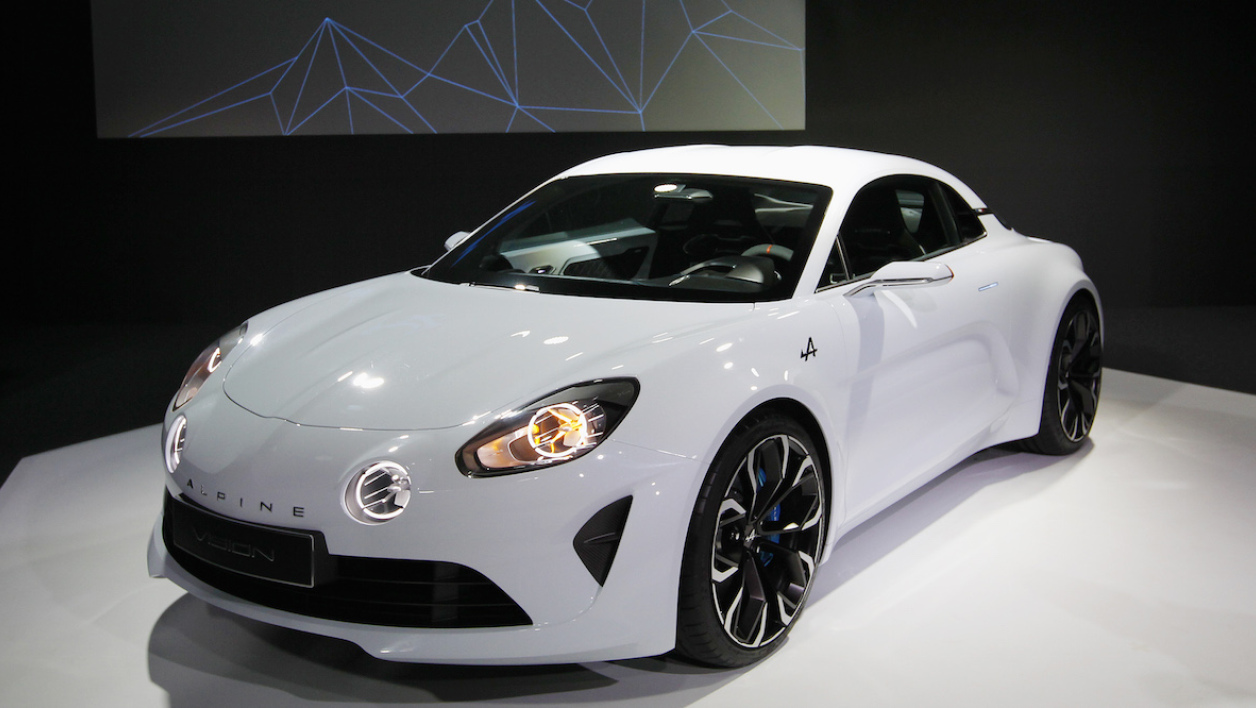
ألباين Vision في معرض جنيف السادس والثمانين للسيارات

[

## نماذج سيارات ألباين

### نماذج الشوارع

#### الطرازات الحالية
- A110 (2017- الوقت الحاضر)
- A290 (2024- الوقت الحاضر)
- A390 (2025- الوقت الحاضر)

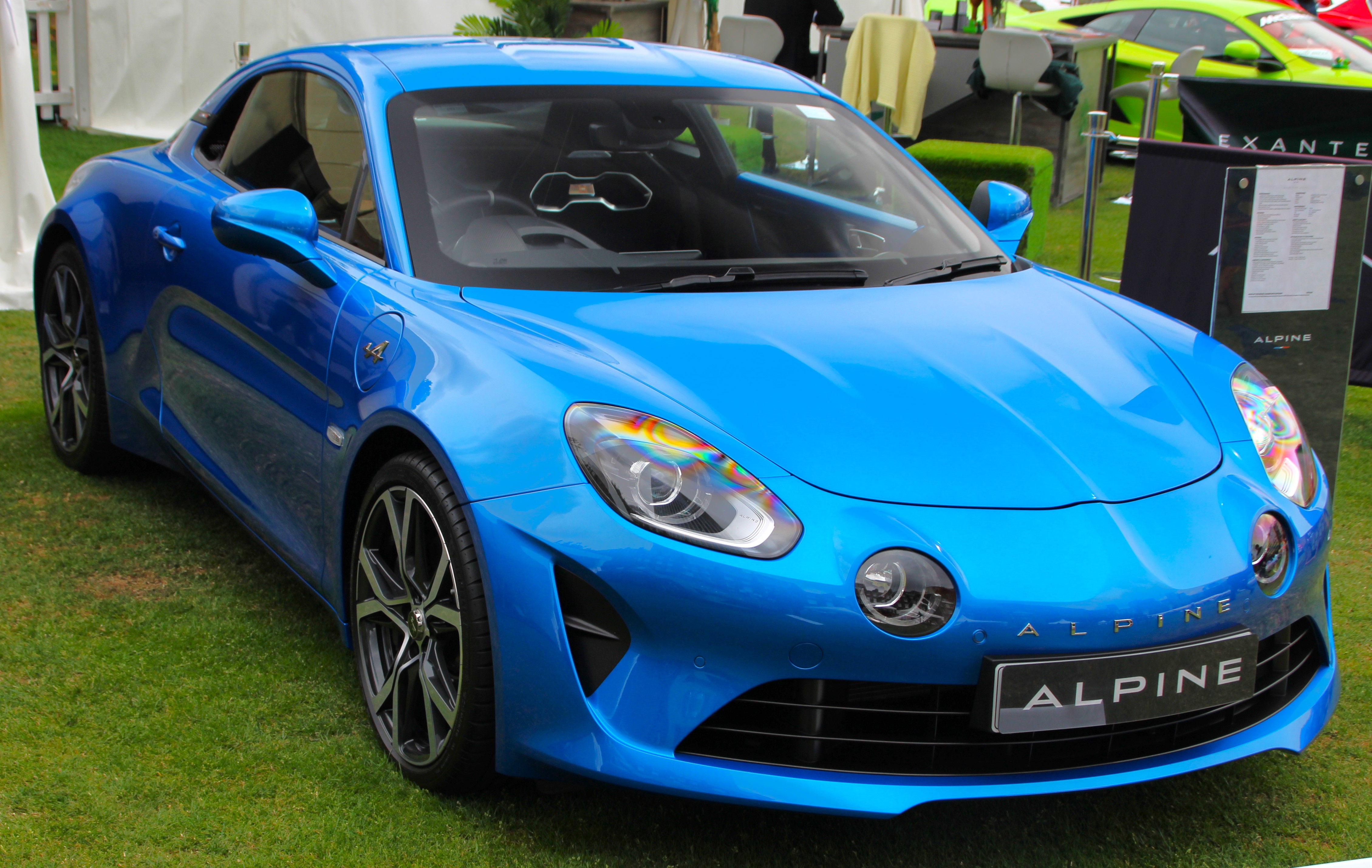
Alpine A110
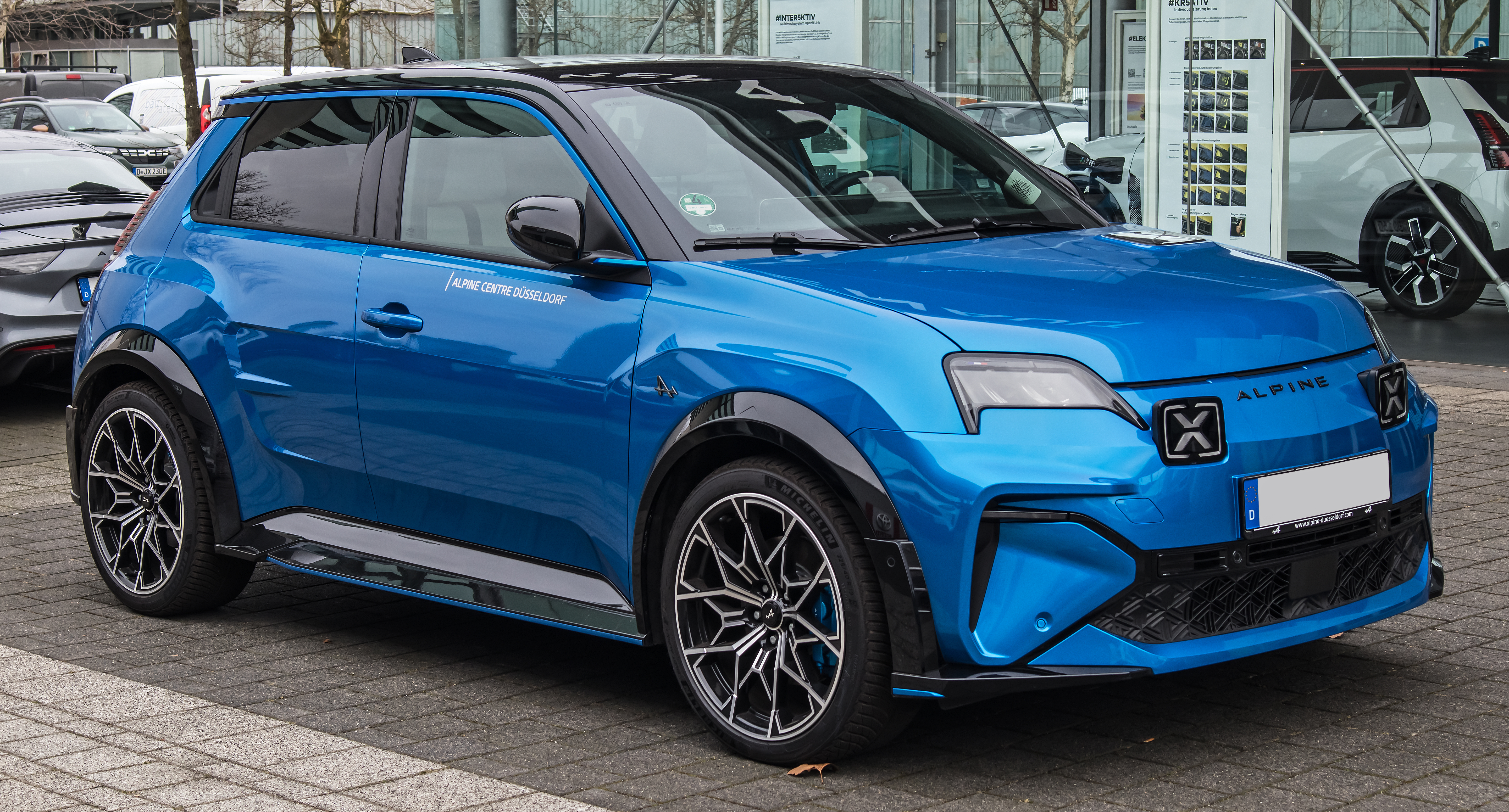
Alpine A290

#### طرازات سابقة
- A106
- A108
- A110
- GT4
- A310
- GTA / A610

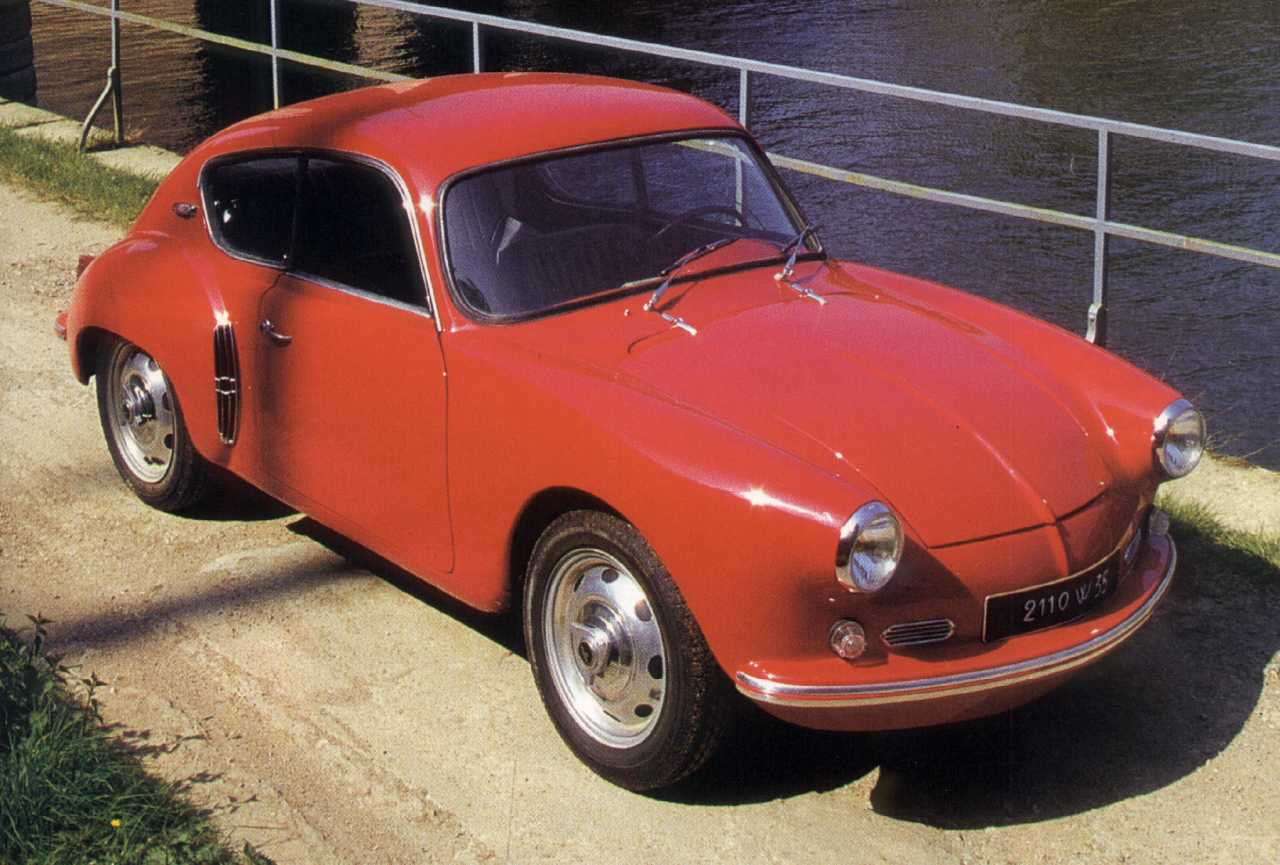
Alpine A106
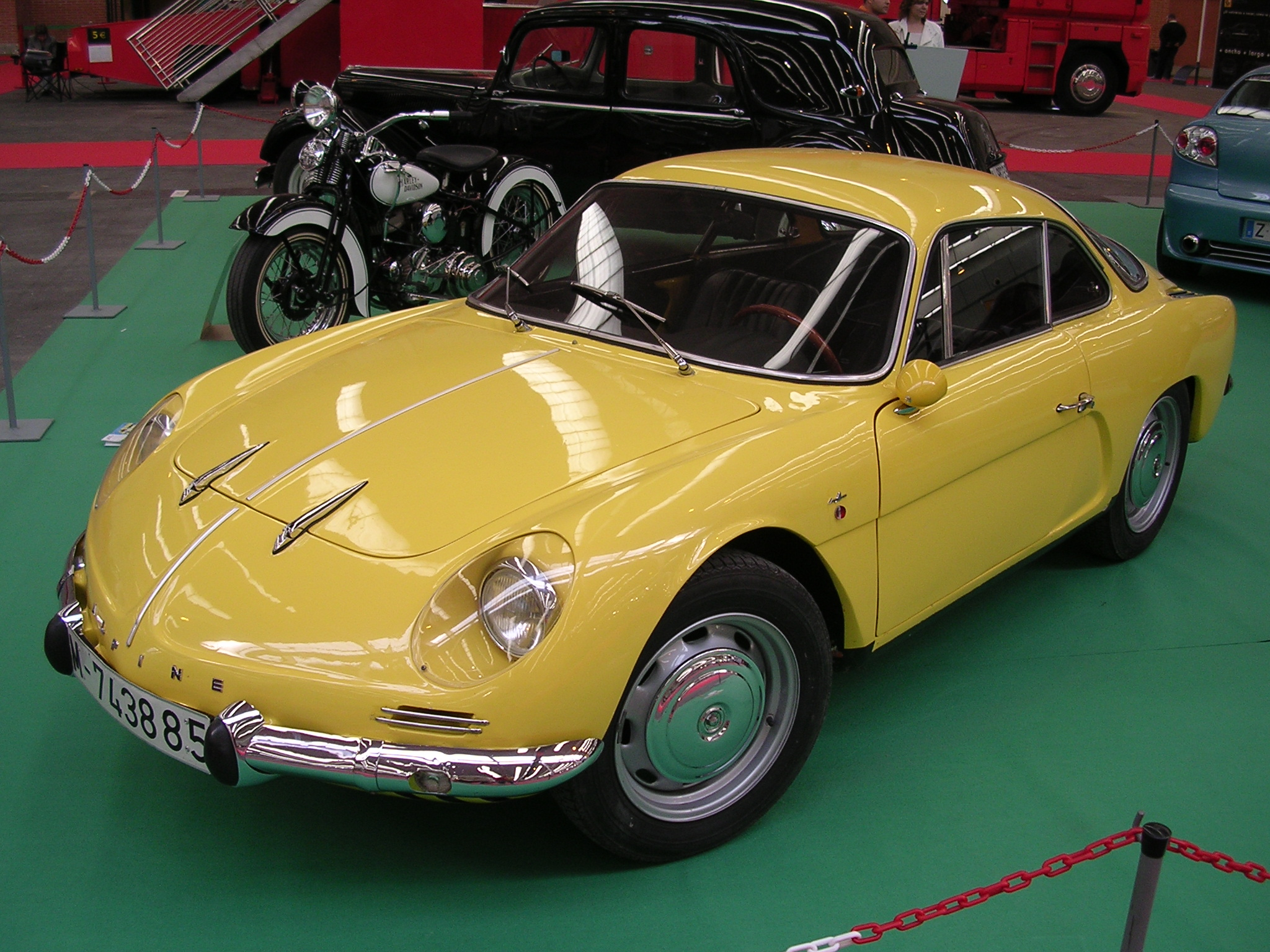
Alpine A108
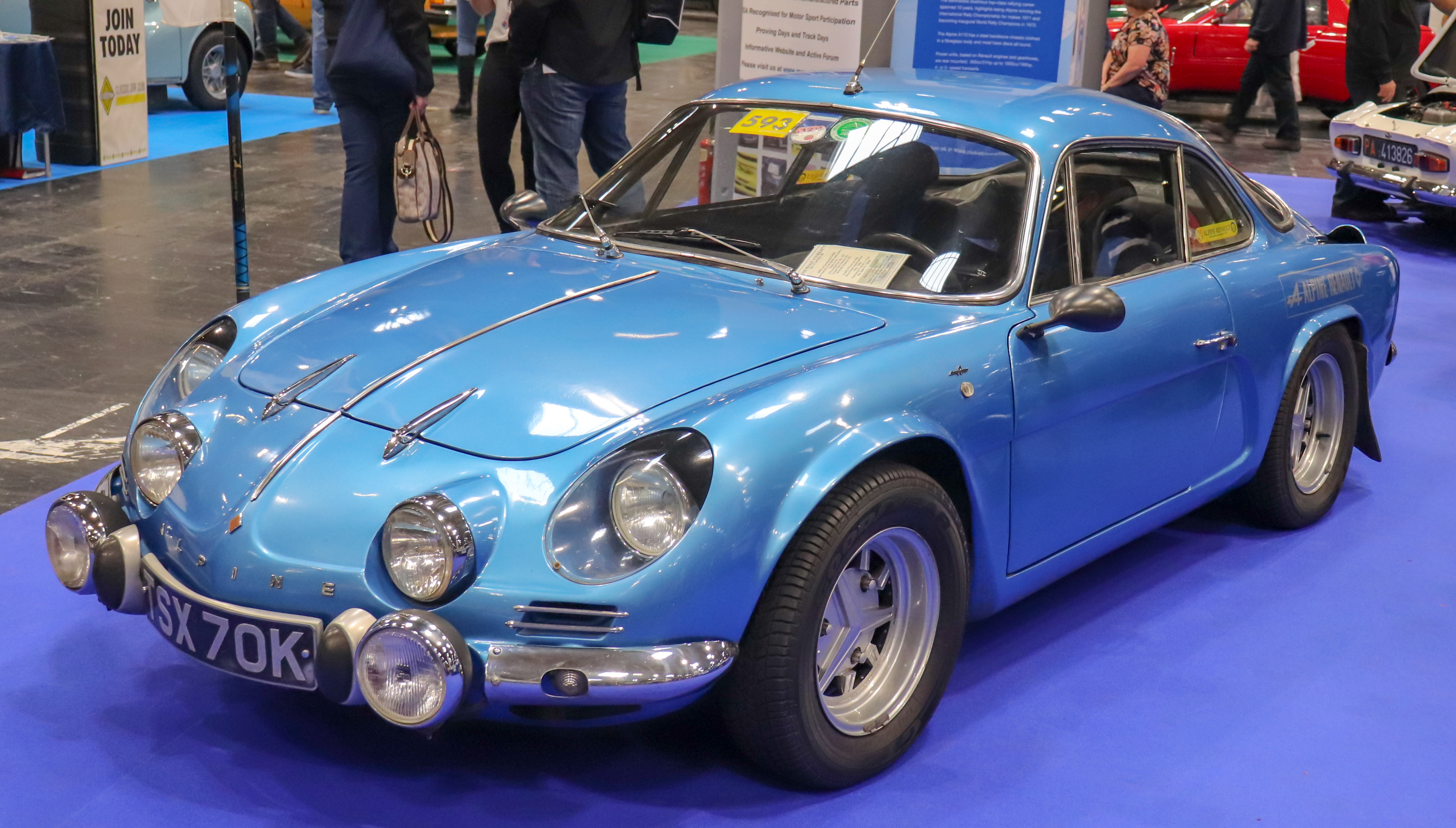
Alpine A110
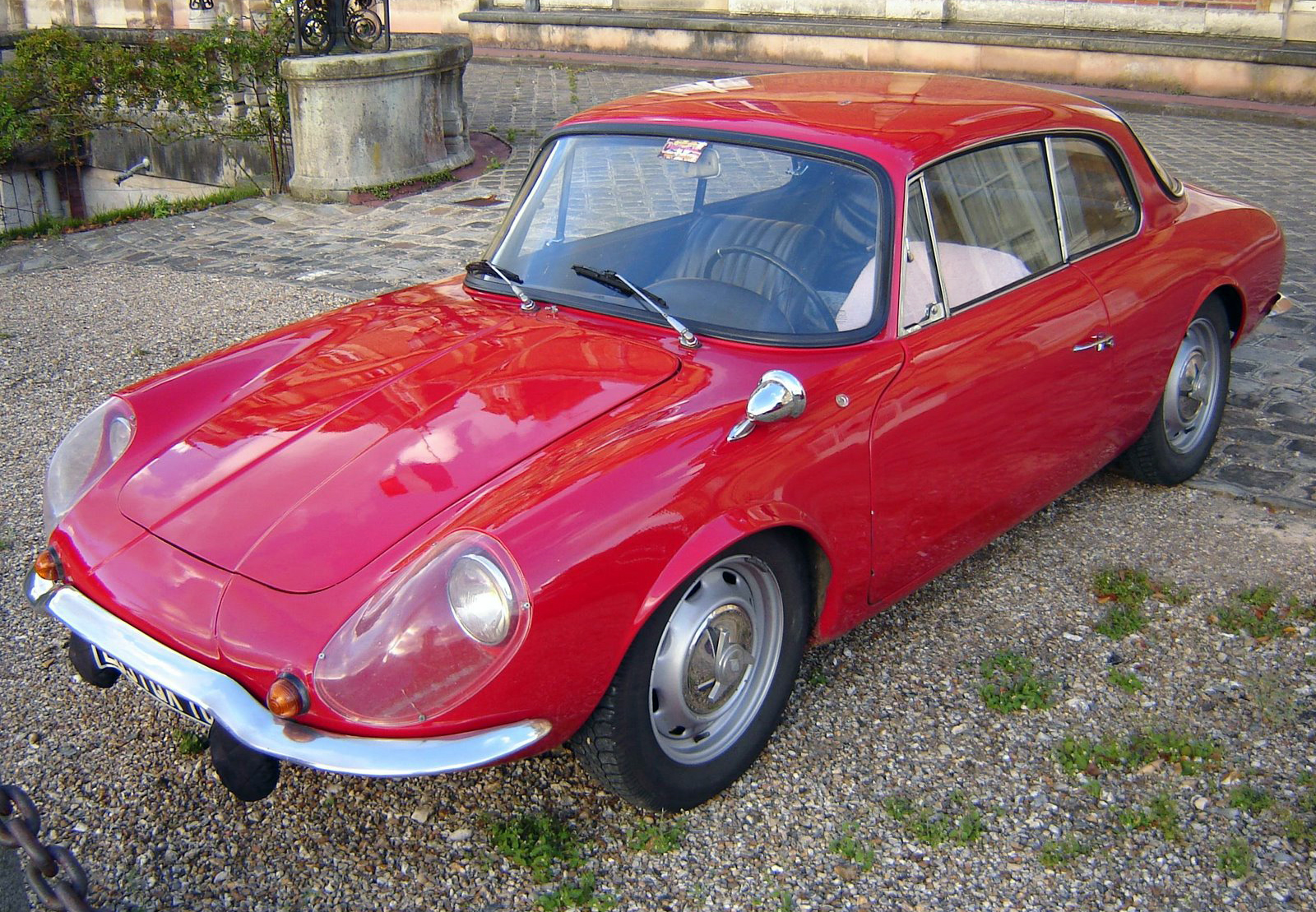
Alpine GT4
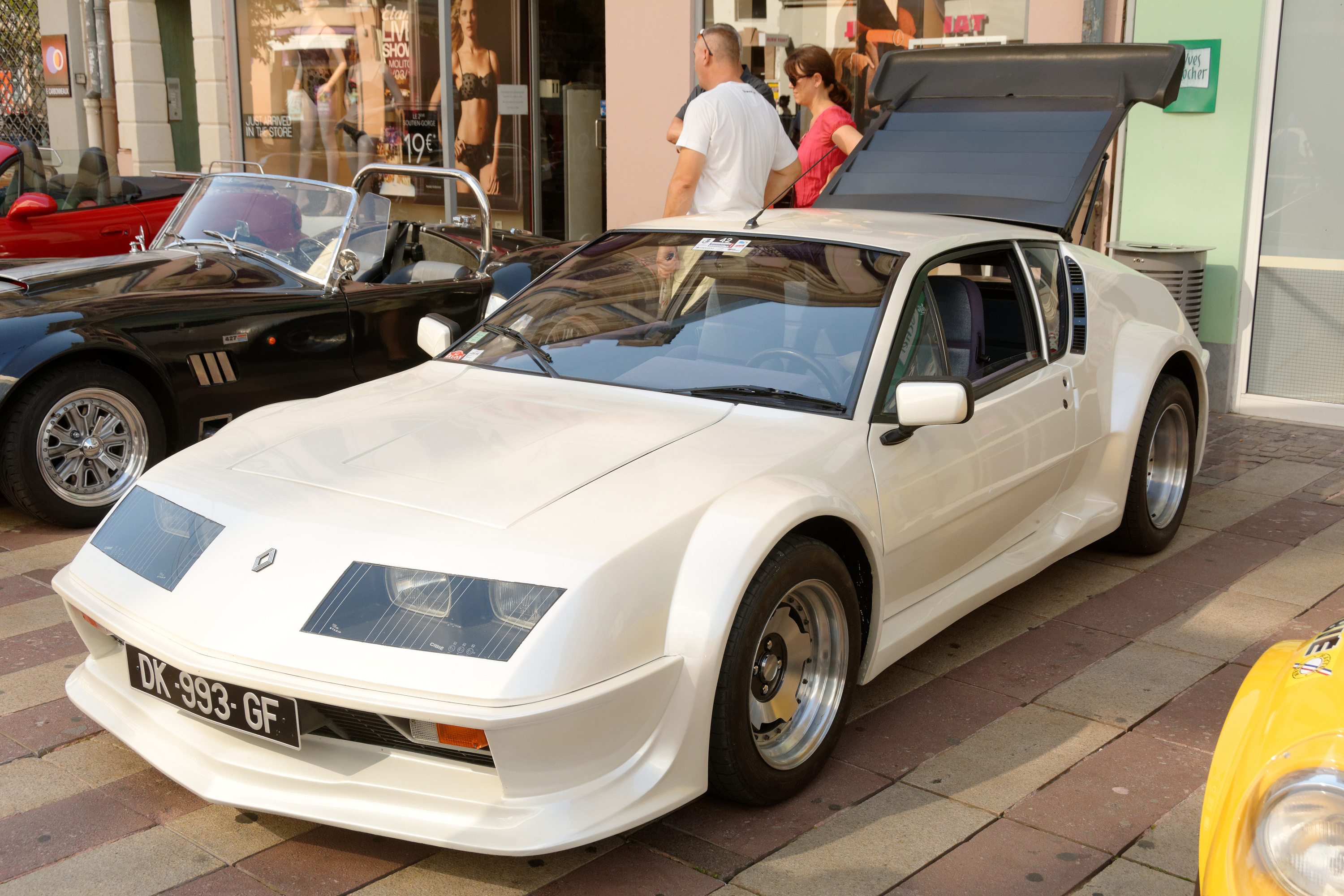
Alpine A310
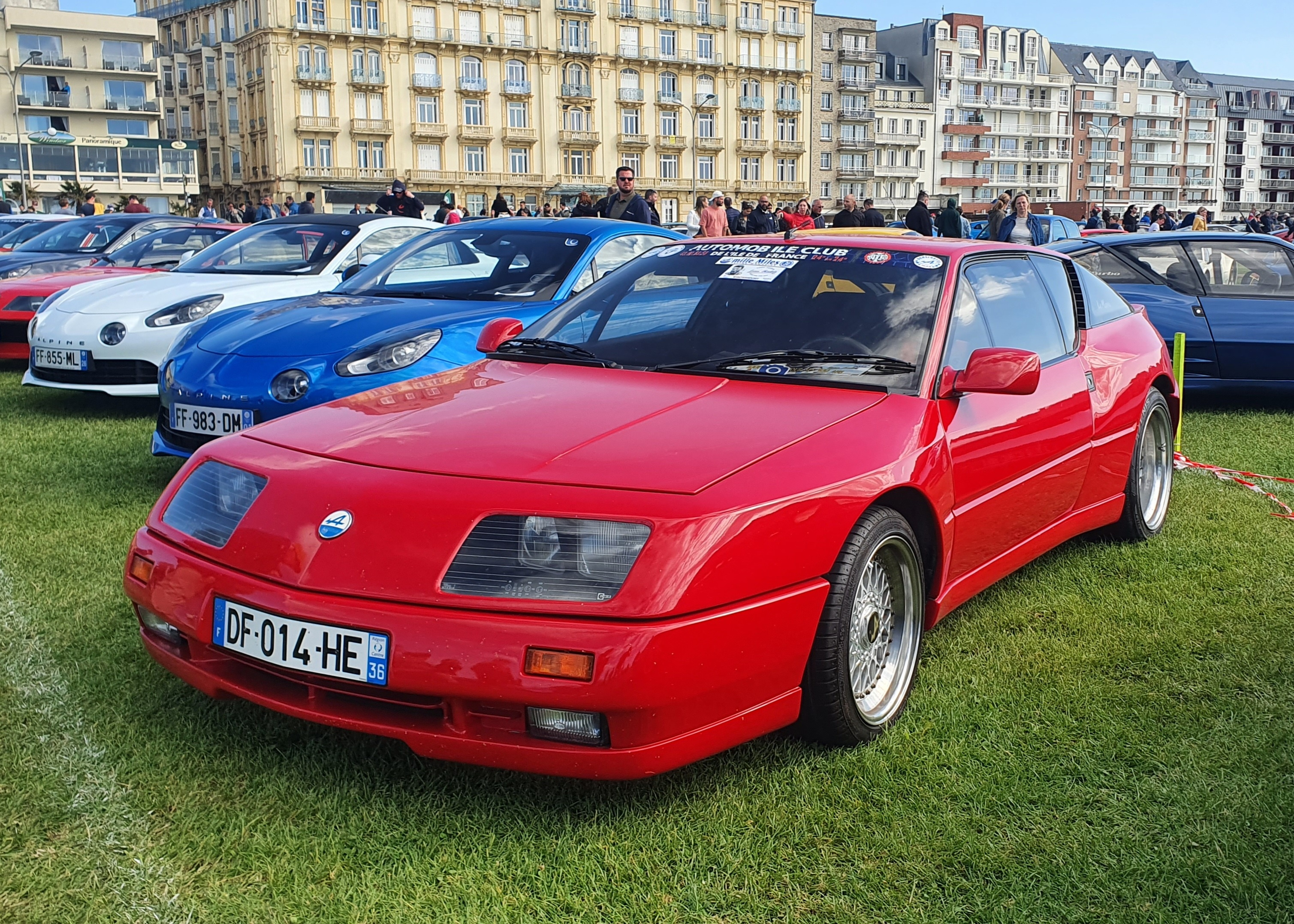
Alpine GTA
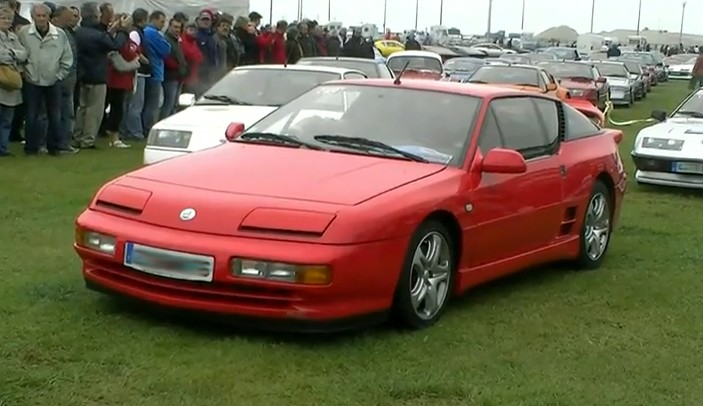
Alpine A610

### نماذج السباق
- ألباين إم 63
- ألباين إم 64
- ألباين إم 65
- ألباين A210
- ألباين A220
- ألباين A360 ، الفورمولا 3
- ألباين A364
- ألباين A367 ، الصيغة الثانية، المعروفة أيضًا باسم Elf 2
- ألباينA440
- ألباين A441
- ألباين A442
- ألباين A443
- ألباين A450 (تمت مراجعته بواسطة Oreca 03)
- ألباين A460 (تمت مراجعته Oreca 05)
- ألباين A470 (تمت مراجعته Oreca 07)
- ألباين A480 (تمرد منقح R13) [8]
- ألباين A521

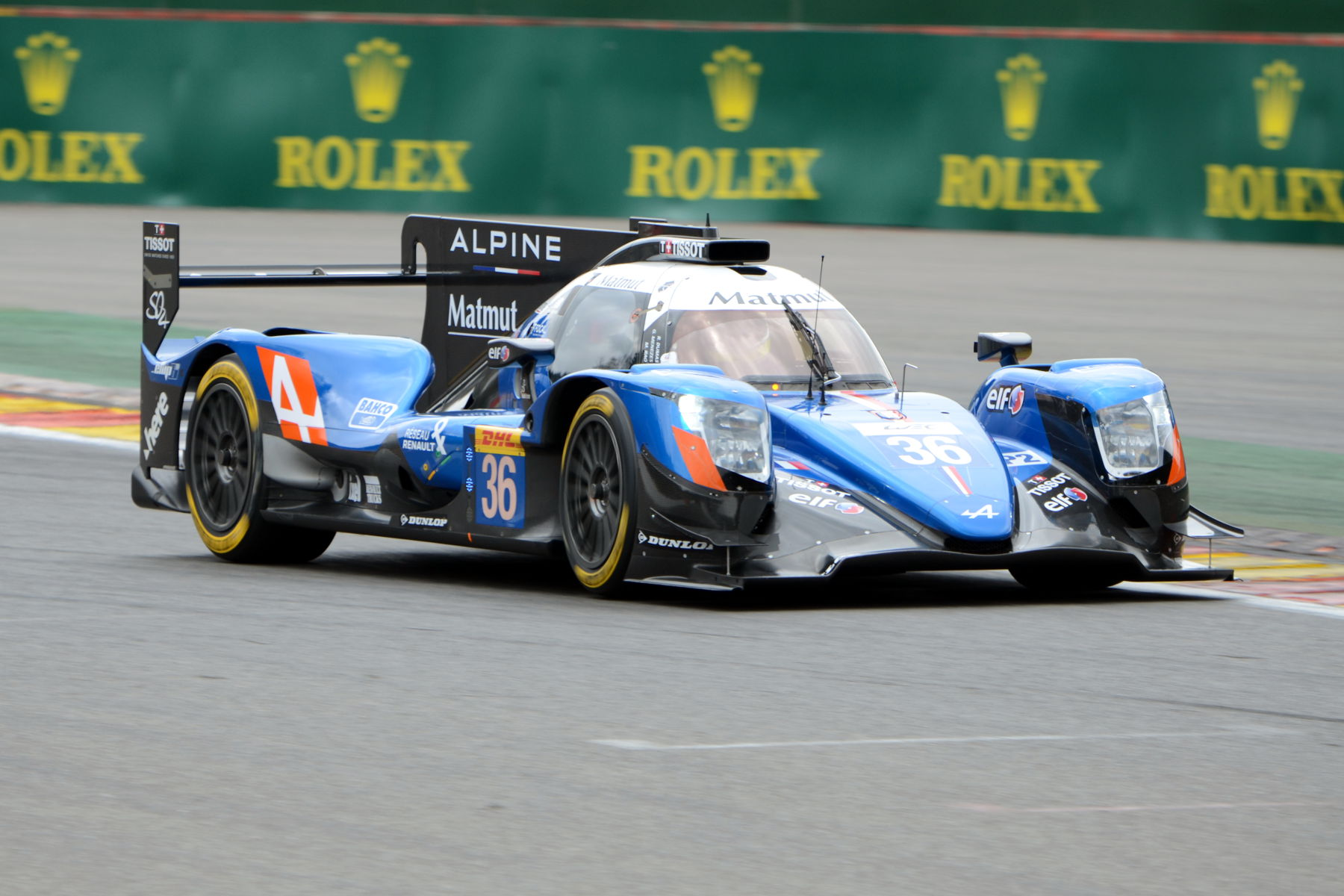
ألباين A470
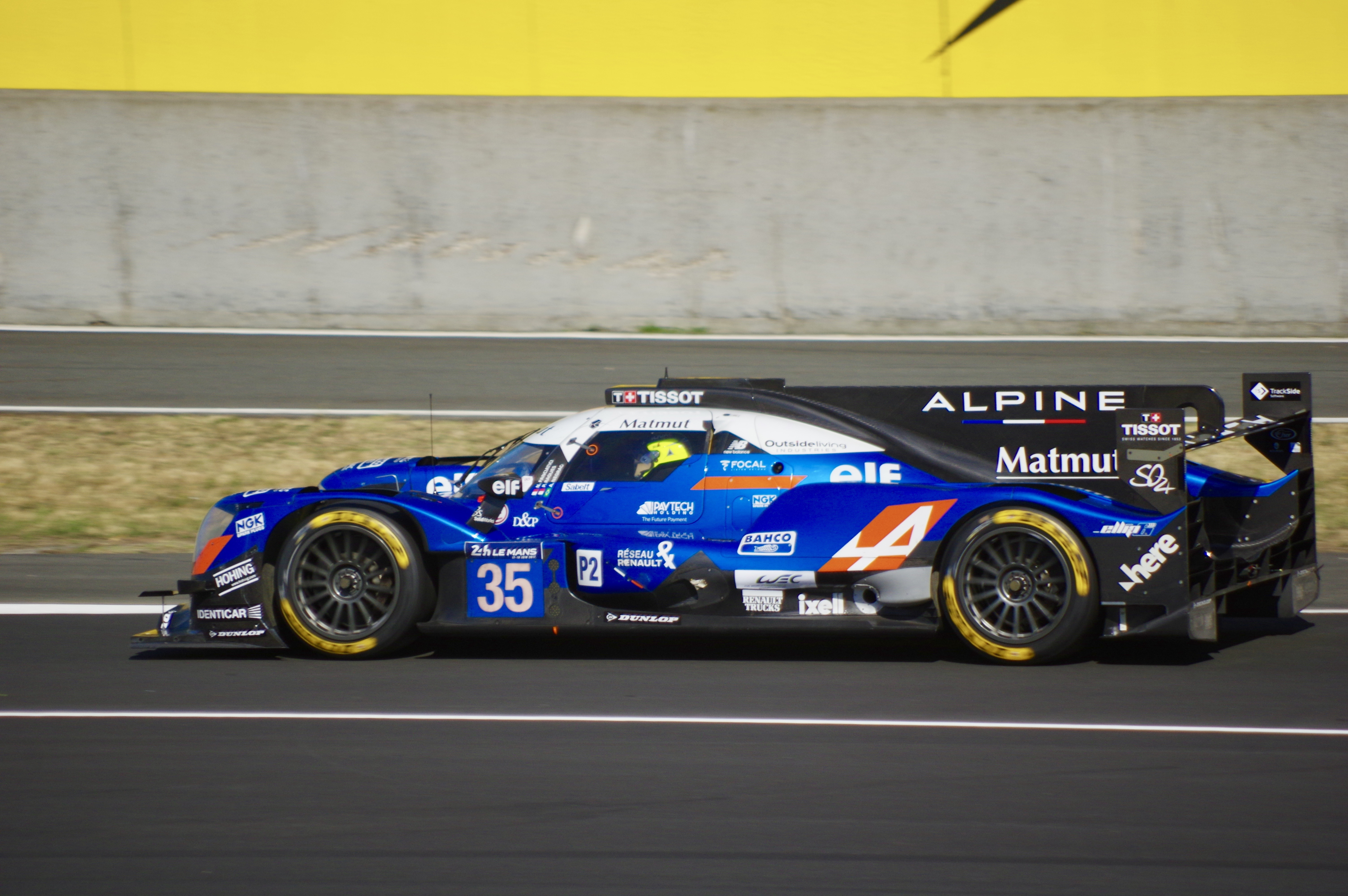
ألباين A470
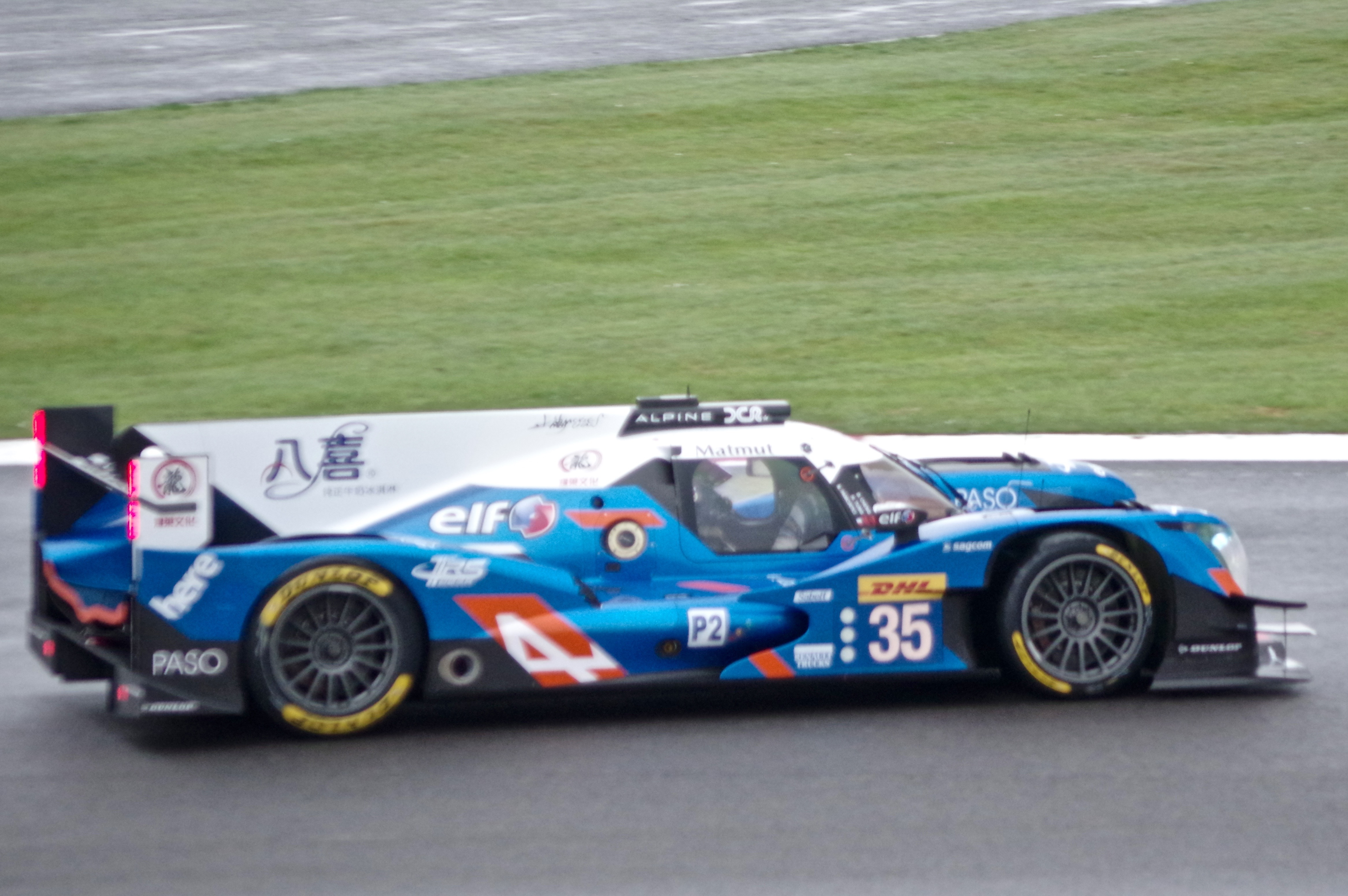
A460

## ألباين خارج فرنسا

### البرازيل
تم إنتاج ألباين 108 في البرازيل من عام 1962 إلى عام 1966، بموجب ترخيص من شركة Willys-Overland do Brasil ، تحمل العلامة التجارية "Willys Interlagos". كانت أول سيارة رياضية برازيلية.

### بلغاريا
أنتجت بلغاريا نسختها الخاصة من جبال الألب، والمعروفة باسم Bulgaralpine من عام 1967 إلى عام 1969. تم إنتاج حوالي 150 مركبة.

### كندا
تم استيراد بعض الأمثلة من ألباين GTA إلى مقاطعة كيبيك الكندية، مع توقع أن AMC / Renault ستضيف النموذج إلى التشكيلة الكندية. تم تصميم GTA من قبل رينو لتلبية معايير أمريكا الشمالية، ولكن تم إلغاء خطط استيراد GTA إلى أمريكا الشمالية من قبل شركة كرايسلر بعد فترة وجيزة من استحواذها على AMC.

### المكسيك
أنتجت المكسيك نسختها الخاصة من سيارة رينو ألباين، المعروفة باسم Dinalpin من عام 1965 إلى عام 1974، والتي تم تجميعها بواسطة DINA SA، والتي قامت أيضًا بتصنيع طرازات رينو أخرى بموجب ترخيص. تم إنتاج حوالي 600 سيارة. 